# 巴黎2024年奥运会与残奥会组织委员会
巴黎2024年奥运会与残奥会组织委员会（法語：Comité d'Organisation des Jeux Olympiques et Paralympiques de Paris 2024，简称COJOP2024）是2024年夏季奥林匹克运动会和2024年夏季帕拉林匹克運動會的组织委员会，主席为托尼·埃斯唐盖，总干事为艾蒂安·托博。委员会于2018年1月18日宣告成立。
委员会与東京奧林匹克、帕拉林匹克競技大會組織委員會达成知识与经验共享协议，也和2026年冬奥会与冬残奥会组委会达成共享知识及资源，联合进行沟通宣传的协议。

## 董事会
以下为巴黎奥组委董事会成员：
- 托尼·埃斯唐盖，主席
- 伯纳德·拉帕塞（英语：Bernard Lapasset），名誉主席
- 居伊·德吕、让-克里斯托夫·罗兰，国际奥委会会员
- 布丽吉特·奥利弗（英语：Brigitte Olive），法国国家奥林匹克和体育委员会主席
- 迪迪尔·塞米尼（Didier Seminet），法国国家奥林匹克和体育委员会总干事
- 格瓦迪斯·埃潘格（英语：Gwladys Épangue）、法比安·吉洛，高水平运动员委员会（Commission des athlètes de haut-niveau）联席主席
- 伊芙琳·西里吉（Evelyne Ciriegi），大巴黎地区奥运与体育委员会（Comité Régional Olympique et Sportif Ile-de-France）主席
- 玛丽-阿梅莉·勒菲尔，法国残奥与体育委员会（Comité Paralympique et Sportif Français）主席
- 吉斯兰·韦斯特林克（Guislaine Westelynck），法国手运动联合会（Fédération Française Handisport）主席
- 西里尔·莫雷（Cyril Moré），残奥运动员代表
- 唐吉·德拉福雷斯特（Tanguy de La Forest），法国残奥与体育委员会总干事
- 瓦莱丽·巴尔瓦-梅韦尔-勒鲁，法国奥运选手协会主席
- 居伊·福尔热，组委会指定运动员
- 马丁·富尔卡德，组委会指定运动员
- 南特宁·凯塔（英语：Nantenin Keita），组委会指定运动员
- 莎拉·乌拉穆恩（英语：Sarah Ourahmoune），组委会指定运动员

## 选手委员会
选手委员会关注2024年奥运会及残奥会选手的体验，包括以下18名委员：
- 马丁·富尔卡德，奥运冬季两项运动员，委员会主席
- 儒利安·貝內托，奥运网球运动员
- 玛丽·博歇，残奥高山滑雪运动员
- 珀尔·布热（英语：Perle Bouge），残奥赛艇运动员
- 卢卡斯·克雷昂热（英语：Lucas Créange），残奥网球运动员
- 西奥·库杭（法语：Théo Curin），残奥游泳运动员
- 埃莱娜·德弗朗斯，奥运帆船运动员
- 斯蒂芬·迪亚加纳（英语：Stéphane Diagana），奥运田径运动员
- 热夫里丝·埃马内，奥运柔道运动员
- 格瓦迪斯·埃潘格（英语：Gwladys Épangue），奥运跆拳道运动员
- 紀堯姆·吉勒，奥运手球运动员
- 法比安·吉洛，奥运游泳运动员
- 阿斯特丽·居亚尔，奥运击剑运动员
- 杰西卡·哈里森（英语：Jessica Harrison (triathlete)），奥运铁人三项运动员
- 范妮·奥尔塔，奥运橄榄球运动员
- 迈克尔·耶利米（英语：Michaël Jérémiasz），残奥轮椅网球运动员
- 弗洛里安·鲁索，奥运场地自行车运动员
- 迪昂德拉·恰乔翁，奥运篮球运动员（接任2019年4月退出的马琳·若阿内斯[9]）